# Banda cover

Uma banda de tributo aos Beatles. Os membros de uma banda cover também podem se vestir e agir como quem estão simulando.

Banda cover é uma banda musical que apresenta versões de canções (covers) de outras bandas. Algumas bandas se concentram em uma década específica (por exemplo, na música da década de 1980), já outras se concentram exclusivamente em um único grupo, as chamadas bandas de tributo. São muito populares em eventos, já que podem trazer repertórios internacionais ou de bandas que não existem mais.
Podem apresentar versões que são de um gênero musical diferente da gravação original. Inclusive, alguns grupos começam como bandas cover e, eventualmente, se dedicam às suas próprias composições, como a banda A*teens, que inicialmente era "Abba Teens", dedicada a músicas do ABBA.